# Psilotarsus heydeni
Psilotarsus heydeni är en skalbaggsart. Psilotarsus heydeni ingår i släktet Psilotarsus och familjen långhorningar.

## Underarter
Arten delas in i följande underarter:
- P. h. heydeni
- P. h. arkitensis
- P. h. talassicus